# 커넥트 (노래)
〈커넥트〉(일본어: コネクト 코네쿠토[*])는 ClariS의 2번째 싱글이다. 2011년 2월 2일 SME Records를 통해 발매되었다.

## 수록곡

### 초회생산한정판, 통상판
1. 커넥트(コネクト) [4:27]
작사・작곡 : 와타나베 쇼, 편곡 : 유아사 아츠시
  - 텔레비전 애니메이션 《마법소녀 마도카 마기카》오프닝 테마
2. Dreamin' [4:33]
작사・작곡 : 카쿠노 토시카즈, 편곡 : 카쿠노 토시카즈・하라다 타쿠야
  - PSP 용 게임 《AKIBA'S TRIP》테마 송
3. 너와 나 [4:09]
작사・작곡・편곡 : Carlos K.（Vanir）
4. 커넥트 -Instrumental-

### 애니메이션 판
1. コネクト
2. Dreamin'
3. 너와 나
4. 커넥트-TV MIX-

### DVD (초회한정판)
1. 커넥트 (Music Clip)